# Anna Herman-Antosiewicz
Anna Herman-Antosiewicz (ur. 21 września 1970 w Dobrym Mieście) – polska biolog molekularna, profesor nauk biologicznych, profesor nadzwyczajny Uniwersytetu Gdańskiego.

## Życiorys
W 1994 ukończyła studia na Uniwersytecie Gdańskim. Doktoryzowała się w 1998 na Wydziale Biologii, Geografii i Oceanologii macierzystej uczelni na podstawie rozprawy Replikacja plazmidu λ zachodząca bez autoregulacyjnej pętli represora Cro, której promotorem był prof. Grzegorz Węgrzyn. Stopień doktora habilitowanego uzyskała w 2007 na UG w oparciu o pracę Modulacja procesów zachodzących w ludzkich komórkach nowotworowych przez organiczne związki siarki pochodzące z roślin rodzajów Allium i Brassica. Tytuł naukowy profesora nauk biologicznych otrzymała 29 stycznia 2018.
Związana z Uniwersytetem Gdańskim, na którym doszła do stanowiska profesora nadzwyczajnego (2009). W latach 2010–2016 była prodziekanem Wydziału Biologii UG. W 2012 została kierownikiem Pracowni Sygnalizacji Wewnątrzkomórkowej, a w 2017 objęła kierownictwo Katedry Biologii i Genetyki Medycznej. W latach 2003–2006 była pracownikiem naukowym University of Pittsburgh Cancer Institute.
Specjalistka w zakresie biologii molekularnej, biologii komórki, sygnalizacji wewnątrzkomórkowej i terapii antynowotworowych. Opublikowała ponad 50 prac, była promotorem w dwóch przewodach doktorskich. Została członkiem Polskiego Towarzystwa Biochemicznego oraz Science Advisory Board, była również członkiem American Association for Cancer Research (2004–2008).
Odznaczona Medalem Komisji Edukacji Narodowej (2013).